# Івченко Анастасія Олександрівна
Івченко Анастасія Олександрівна (нар. 13 грудня 1992) — українська фехтувальниця, що спеціалізується на змаганнях зі шпаги, срібна призерка чемпіонату світу серед юніорів у Москві, бронзова призерка літньої Універсіади у Казані.

## Біографія

### Універсіада 2013
На літній Універсіаді, яка проходила з 6-о по 17-е липня у Казані Анастасія виступала у 2 дисциплінах. та завоювала бронзову медаль разом з Анфісою Почкаловою, Оленою Кривицькою та Ксенією Понтелеєвою у командній шпазі. На шляху до медалей українки перемогли збірні Ізраїлю 45:44, Росії 45:42, у півфіналі поступились Франції 38:45, а у поєдинку за третє місце перемогли команду Польщі із рахунком 40:39 та здобули.
У індивідуальній шпазі Івченко у 1/64 здолала італійку Бренду Бріаско (15:10), але у 1/32 поступилася Юлії Зуйковій з Естонії (10:15)..

## Державні нагороди
- Медаль «За працю і звитягу» (25 липня 2013) — за досягнення високих спортивних результатів на XXVII Всесвітній літній Універсіаді в Казані, виявлені самовідданість та волю до перемоги, піднесення міжнародного авторитету України[4]